# Malá niva
Malá niva je přírodní památka ev. č. 931 zhruba 5,5 km západně od města Volary v okrese Prachatice. Chráněné území se rozkládá po pravé straně řeky Teplé Vltavy přibližně v úseku mezi obcí Lenora a Soumarským mostem. Oblast spravuje Správa NP a CHKO Šumava. Důvodem ochrany je údolní rašeliniště s porosty borovice blatky a fragmenty rašelinných borů a podmáčených smrčin. Výskyt řady ohrožených druhů rostlin a živočichů.